# Jardín Botánico de los Estados Unidos
El Jardín Botánico de los Estados Unidos, en inglés: United States Botanic Garden (USBG), es un jardín botánico que mantiene unas 26 000 plantas, administrado por el Congreso de los Estados Unidos. 
Se encuentra en Washington D. C. dando a la Rotonda Garfield. 
El edificio en sí mismo, que incluye el gran Invernadero Lord & Burnham, se divide en varias cámaras separadas, cada una de ellas simulando un hábitat diferente.
Es miembro del BGCI y presenta trabajos para la International Agenda for Botanic Gardens in Conservation. 
El código de identificación del United States Botanic Garden como miembro del Botanic Gardens Conservation Internacional (BGCI), así como las siglas de su herbario es USBG.

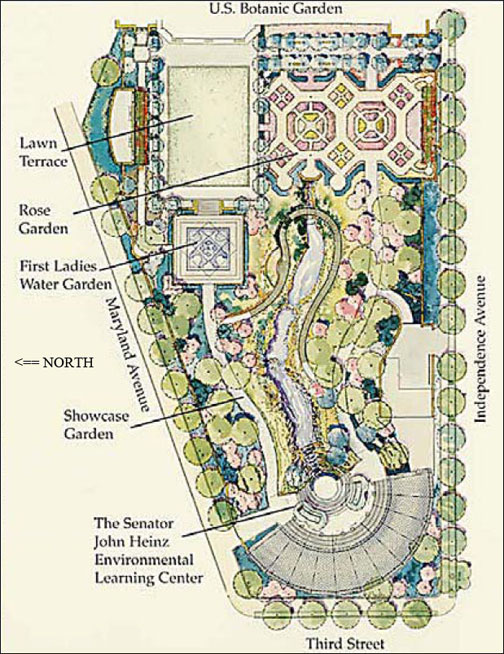
Plano del Jardín Botánico de los Estados Unidos.

## Administración
El USBG está supervisado por el Arquitecto del Capitolio, quién es responsable de mantener las directrices del capitolio de Estados Unidos. Aunque es tal como un apéndice del congreso, el USBG está abierto cada día del año, incluyendo días de fiesta federales. Esto también significa que la institución pertenece al público estadounidense. No puede ser comisionada de forma privada, como salvaguarda de los intereses de todos los ciudadanos estadounidenses.

## Historia

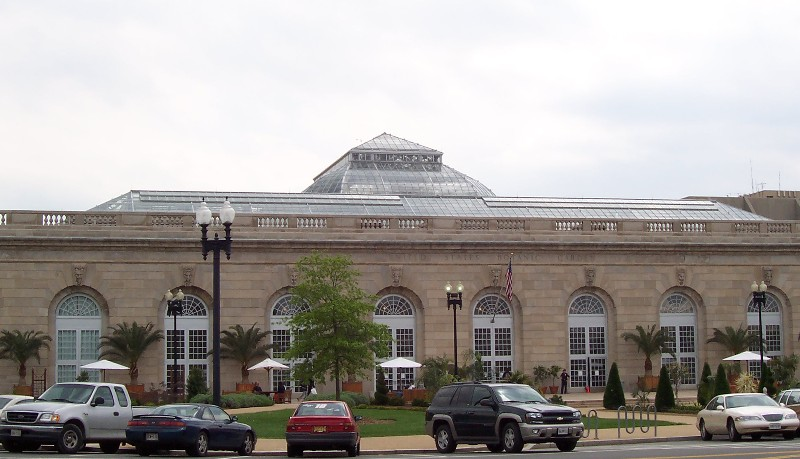
Fachada principal del Conservatorio del Jardín Botánico de los Estados Unidos.

En 1838, Charles Wilkes fue requerido para dirigir una misión exploratoria comisionada por el Congreso para circunnavegar el globo. Durante este viaje, Wilkes recogió especímenes de plantas vivas y desecados para hacer un Herbario. Esta fue una de las primeras expediciones en hacer uso de contenedores wardian para mantener las plantas vivas en un viaje largo. 
La expedición volvió en 1842 con una gran colección de plantas anteriormente desconocidas en Estados Unidos. Los especímenes secos constituyeron la base de lo que actualmente es el herbario nacional, que es custodiado por el Smithsonian (museo nacional de historia natural). 
Los especímenes y las semillas vivos fueron albergados en el viejo invernadero de la oficina de patentes, y fueron cuidados en este lugar hasta 1850. En aquella época, un nuevo jardín botánico fue construido para contener la colección, encontrándose delante del capitolio; esta localización alberga ahora a una piscina de reflejo.

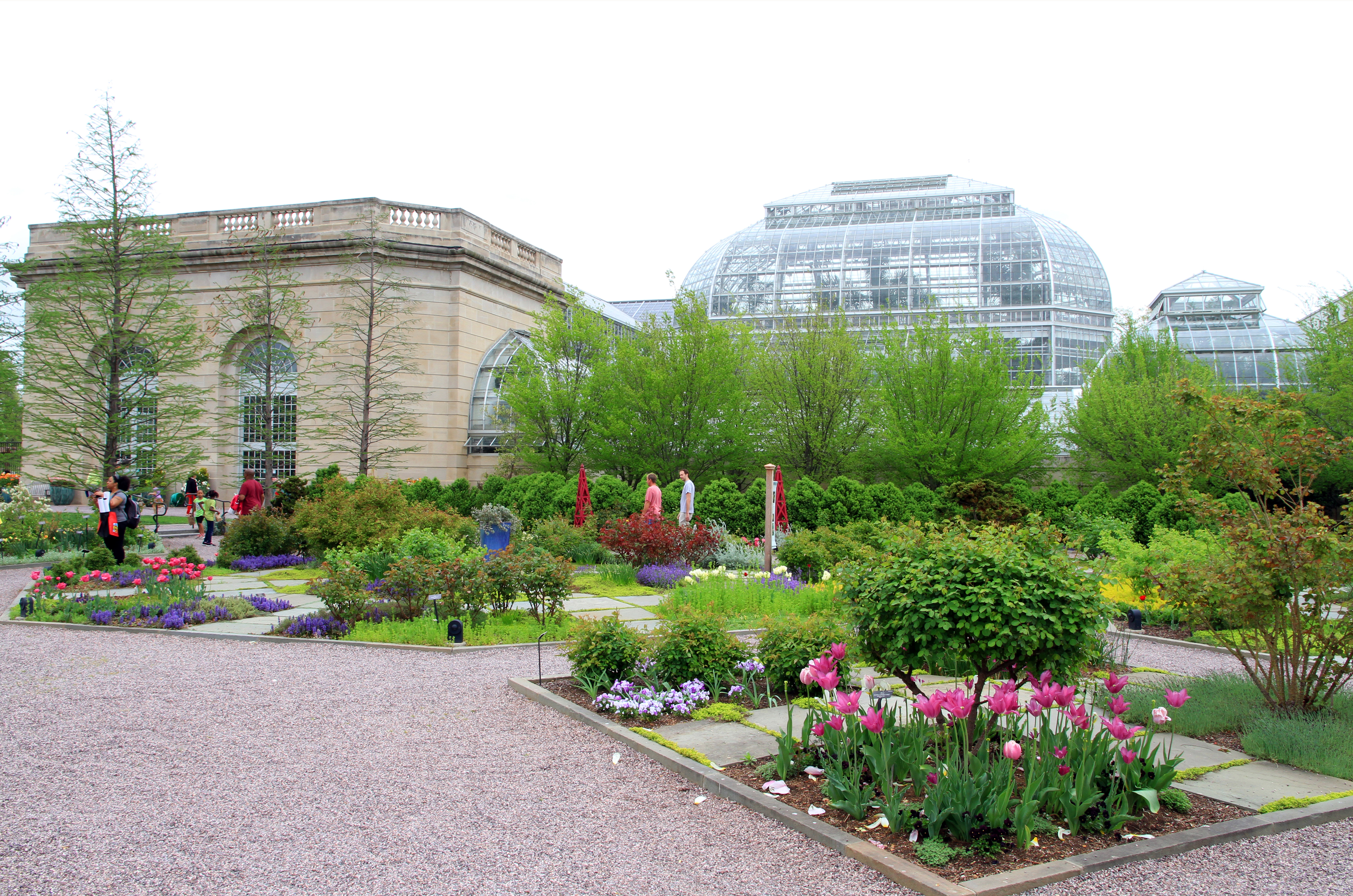
Jardín Botánico de los Estados Unidos

En 1933, el edificio fue trasladado a su actual localización, apenas al suroeste del capitolio. Está confinado por la avenida Maryland Avenue en el norte, First Street en el este, Independence Avenue en el sur, y Third Street en el oeste. 
El edificio fue cerrado para un remozamiento el 1 de septiembre de 1997, y abierto de nuevo al público el 11 de diciembre del 2001. Durante el tiempo de remodelación, las plantas de la colección fueron colocadas en la zona de viveros del propio jardín botánico o trasladadas a Florida.
El jardín botánico también comprende el Bartholdi Park, situado en su costado sur. Este parque adquiere su nombre gracias a una bella fuente que se encuentra en el centro del jardín, diseñada por Frédéric Bartholdi.
Actualmente, sigue en curso una construcción en el jardín nacional del USBG, en su frontera del oeste, que será un anexo del jardín botánico de los EE. UU. La apertura está prevista para octubre de 2006. El jardín nacional está financiado por el fondo nacional para el jardín botánico de EE. UU.

## Distribución de las plantas
El USBG propiamente consta de tres localizaciones: el Conservatorio, Bartholdi Park, y los viveros.

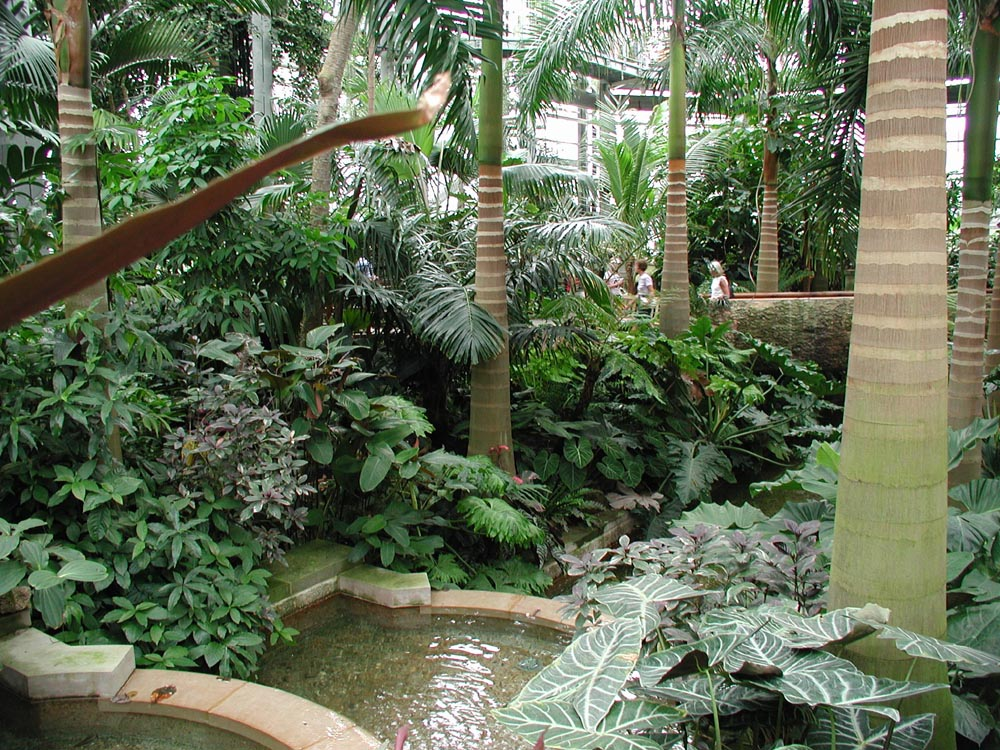
Vista del interior del invernadero.

### El Conservatorio
El jardín Conservatorio consiste en diez «espacios» y dos patios: 
- El jardín de interior,
- Plantas raras y en peligro de extinción,
- Explorando la planta,
- Casa de las orquídeas,
- Plantas medicinales,
- Desierto,
- Oasis,
- El jardín primitivo,
- Adaptación de las plantas,
- La selva, es el espacio más grande, que también tiene un segundo nivel (pasadizo), para poder observar el pabellón de la selva desde abajo y desde arriba.

Los patios son:
- El jardín de los niños, en el patio del jardín de los niños prosperan una amplia variedad de plantas anuales de zonas templadas, expresamente utilizadas para animar el interés de los pequeños en las plantas, para que entren en contacto con ellas de una manera entretenida, como una diversión.
- El patio del jardín de la meditación, se conoce a nivel popular como la exposición meridional. Esto tiene dos significados para los jardineros que atienden a este jardín. Primero, el patio está en el lado sur del edificio, así que recibe más calor, y está rodeado por las paredes de cristal; esto ayuda a crear un microclima que simula aún más el clima del sur. En segundo lugar, en el patio se desarrollan las plantas del sureste y suroeste de Estados Unidos, (que, si no fuera por este microclima, no podrían vivir en el clima más áspero del distrito de Columbia), de este modo se acerca a los visitantes hacia el «sur».

Cada uno de estos espacios destaca la unicidad de plantas de una cierta manera, o la enseñanza, que son las metas del USBG.
Ninguna parte del jardín tiene aire acondicionado, excepto el oasis y las oficinas administrativas. Cada sitio es supervisado de cerca por los sensores que posee el computador para mantener el ambiente ajustado lo mejor posible a las plantas presentes en ese lugar. La humedad, la luz del sol y temperatura se regula por medio de un sistema, de cortinas retráctiles y de ventanas apalancadas. Todas las plantas se riegan diariamente a mano.

### Bartholdi Park
El Bartholdi Park se encuentra justo en la zona sur del Conservatorio, a lo largo de la Independence Avenue. Una de las metas de este jardín es proporcionar inspiración e ideas para los jardineros caseros que lo visitan. Exhibe una variedad de pequeños jardines estructurados y no estructurados, e infunde temas de color, forma, y como plantar las especies vegetales. Una sección del jardín se certifica como hábitat de la fauna del patio trasero de a federación nacional de la fauna. El parque también contiene el edificio administrativo principal del USBG.

### Viveros
El USBG también mantiene unas unidades de producción en la C.C. del interruptor, usada para criar y almacenar las plantas para la propagación, para el mantenimiento de la colección, o para la exhibición en demostraciones anuales próximas.

## Colecciones

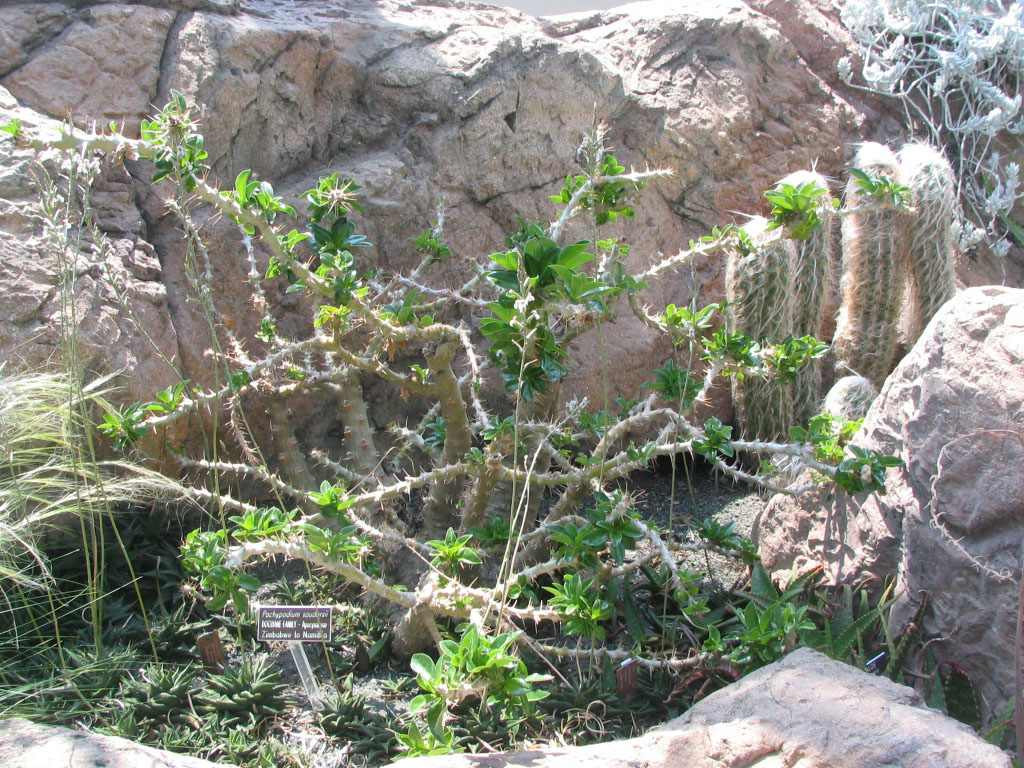
Pachypodium saundersii

El USBG participa en el CITES, la convención sobre comercio internacional de las especies amenazadas, que significa que cuida y vigila que las plantas demandadas en cualquier país firmante del convenio, no pasen las fronteras de los EE. UU.
Entre sus colecciones:
- Plantas de interés económico,
- Plantas medicinales,
- Orquídeas,
- Cactus y suculentas,
- Bromelias,
- Cycas,
- Helechos.

Aparte de los patios al aire libre, las plantas contenidas dentro del invernadero son tropicales. 

### Plantas que trajo Wilkes
Hay cuatro plantas en el jardín que se cree que están directamente relacionadas con la Expedición Wilkes.
El helecho de copa, Angiopteris evecta, situado en la selva, se cree pueda ser de la progenie directa del helecho de copa que se trajo en la nave de Wilkes. Debido a la vida de los helechos de copa, es inverosímil que el actual helecho sea el original; sin embargo, se cree que el actual helecho es un descendiente directo y genético idéntico al original.
Encephalartos horridus, está en tela de juicio si fuera una de las plantas originales de Wilkes, debido a su tamaño y a su posible edad, pero algo nos dice que esta planta pudiera haber vuelto con la expedición en 1842; desafortunadamente, los expedientes de entonces están incompletos o son inexactos, así que se deja a la especulación.
Cycas circinalis, de las Cycas, se encuentran vivas en el patio del jardín, gracias a los cuidados de USBG, dos especímenes, un macho y una hembra de la especie, y ambos fueron traídos de la Expedición Wilkes.